# Saint-Rémy-de-Salers
Pour les articles homonymes, voir Saint-Rémy.
Saint-Rémy-de-Salers est une commune associée de Saint-Martin-Valmeroux et une ancienne commune française, située dans le département du Cantal en région Auvergne-Rhône-Alpes.

## Histoire
Créée sous le nom de Saint-Rémy, elle adopte en 1955 le nom de Saint-Rémy-de-Salers. Elle fusionne en 1972 sous le régime de la fusion-association avec la commune de Saint-Martin-Valmeroux. La commune avait une superficie de 8,39 km2.

## Administration

### Maires délégués
Saint-Rémy-de-Salers étant une commune associée, elle dispose d'un maire délégué.
| Période                                  | Période                      | Identité              | Étiquette | Qualité              |
| ---------------------------------------- | ---------------------------- | --------------------- | --------- | -------------------- |
| mars 2014                                | 2020                         | Marie-Noëlle Catalan, |           | exploitante agricole |
| 3 juillet 2020                           | En cours (au 1er avril 2022) | Elise Lajarrige,      |           |                      |
| Les données manquantes sont à compléter. |                              |                       |           |                      |

### Maires
| Période                                  | Période | Identité | Étiquette | Qualité |
| ---------------------------------------- | ------- | -------- | --------- | ------- |
|                                          |         |          |           |         |
| Les données manquantes sont à compléter. |         |          |           |         |

## Démographie
| 1793 | 1800 | 1806 | 1821 | 1831 | 1836 | 1841 | 1846 | 1851 |
| ---- | ---- | ---- | ---- | ---- | ---- | ---- | ---- | ---- |
| 456  | 281  | 287  | 550  | 309  | 536  | 543  | 556  | 538  |

| 1856 | 1861 | 1866 | 1872 | 1876 | 1881 | 1886 | 1891 | 1896 |
| ---- | ---- | ---- | ---- | ---- | ---- | ---- | ---- | ---- |
| 496  | 411  | 379  | 419  | 424  | 351  | 371  | 418  | 415  |

| 1901 | 1906 | 1911 | 1921 | 1926 | 1931 | 1936 | 1946 | 1954 |
| ---- | ---- | ---- | ---- | ---- | ---- | ---- | ---- | ---- |
| 407  | 508  | 412  | 390  | 273  | 224  | 229  | 236  | 216  |

| 1962 | 1968 | 1975 | 1982 | 1990 | 1999 | 2007 | 2008 | 2012 |
| ---- | ---- | ---- | ---- | ---- | ---- | ---- | ---- | ---- |
| 176  | 153  | -    | -    | -    | -    | 81   | 80   | 68   |

| 2013 | 2014 | 2016 | 2017 | 2018 | 2019 | - | - | - |
| ---- | ---- | ---- | ---- | ---- | ---- | - | - | - |
| 67   | 68   | 67   | 64   | 63   | 63   | - | - | - |

Histogramme

(élaboration graphique par Wikipédia)

## Culture locale et patrimoine

### Lieux et monuments
- Église Saint-Rémy